# 30.ª edición de los Premios Óscar
La 30.ª edición de los Premios Óscar se celebró el 26 de marzo de 1958 en el RKO Pantages Theatre de Hollywood, siendo presentada por Bob Hope, Rosalind Russell, David Niven, James Stewart, Jack Lemmon y el Pato Donald.
El Óscar al mejor guion adaptado de otro medio fue entregado a Pierre Boulle por El puente sobre el río Kwai, a pesar de que no conocía una palabra del idioma inglés. Los escritores que adaptaron la obra, Carl Foreman y Michael Wilson, estaban en la lista negra en ese tiempo, por lo que no fueron acreditados por su trabajo. Con posterioridad, la Academia reconoció los logros de ambos guionistas por su contribución a la obra.
La victoria de Joanne Woodward en la categoría de Mejor actriz por su triple papel de Eve White, Eve Black y Jane en Las tres caras de Eva hizo de la película la última en ganar el premio a la Mejor actriz sin haber conseguido ninguna nominación más, hasta que 31 años después Jodie Foster ganó ese mismo premio por su papel en The Accused, la única nominación de esa película.
Esta edición fue la primera en la que las películas nominadas a Mejor película también consiguieron la nominación en la categoría de Mejor Dirección.

## Ganadores y nominados

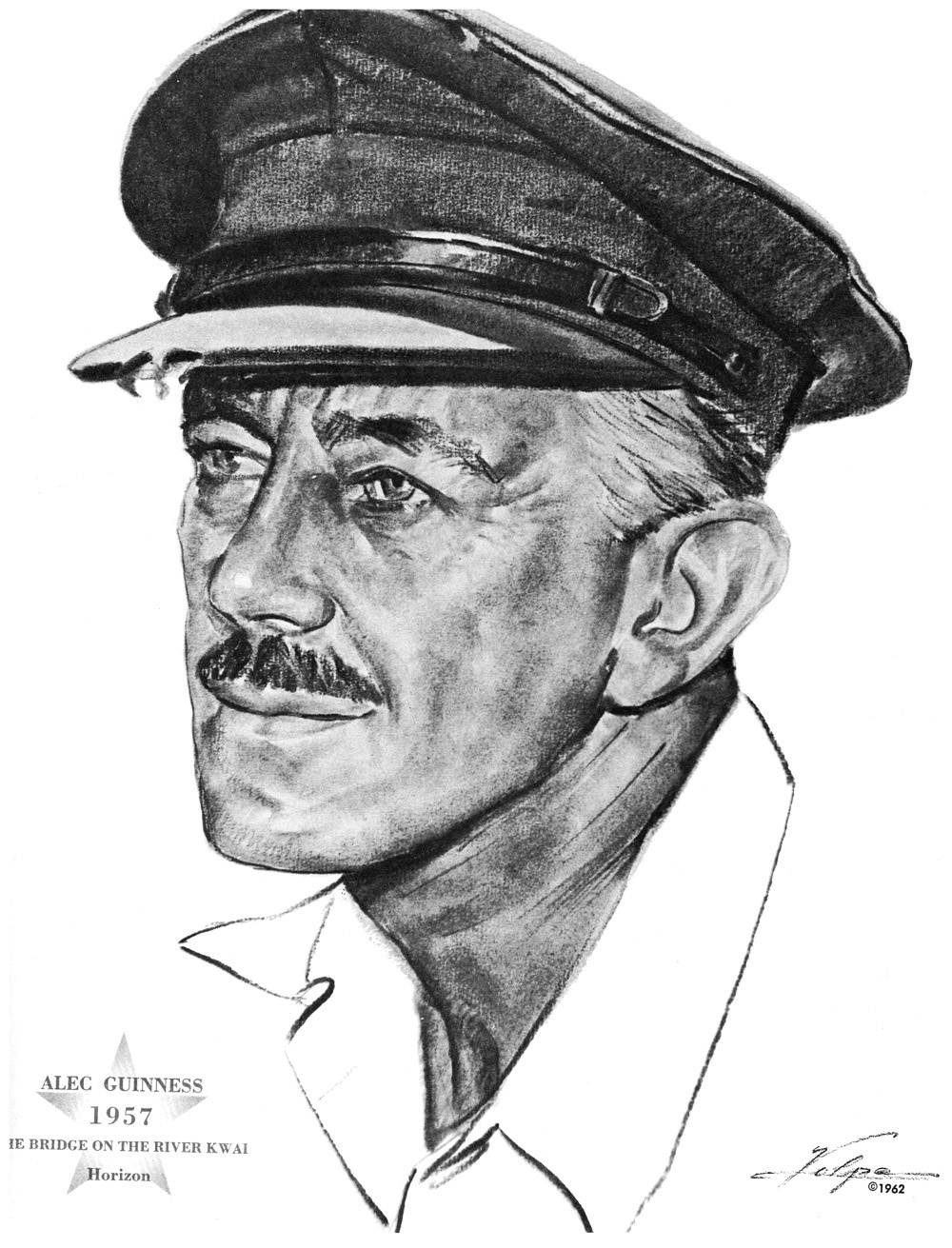
Alec Guinness obtuvo el Óscar como mejor actor por El puente sobre el río Kwai.

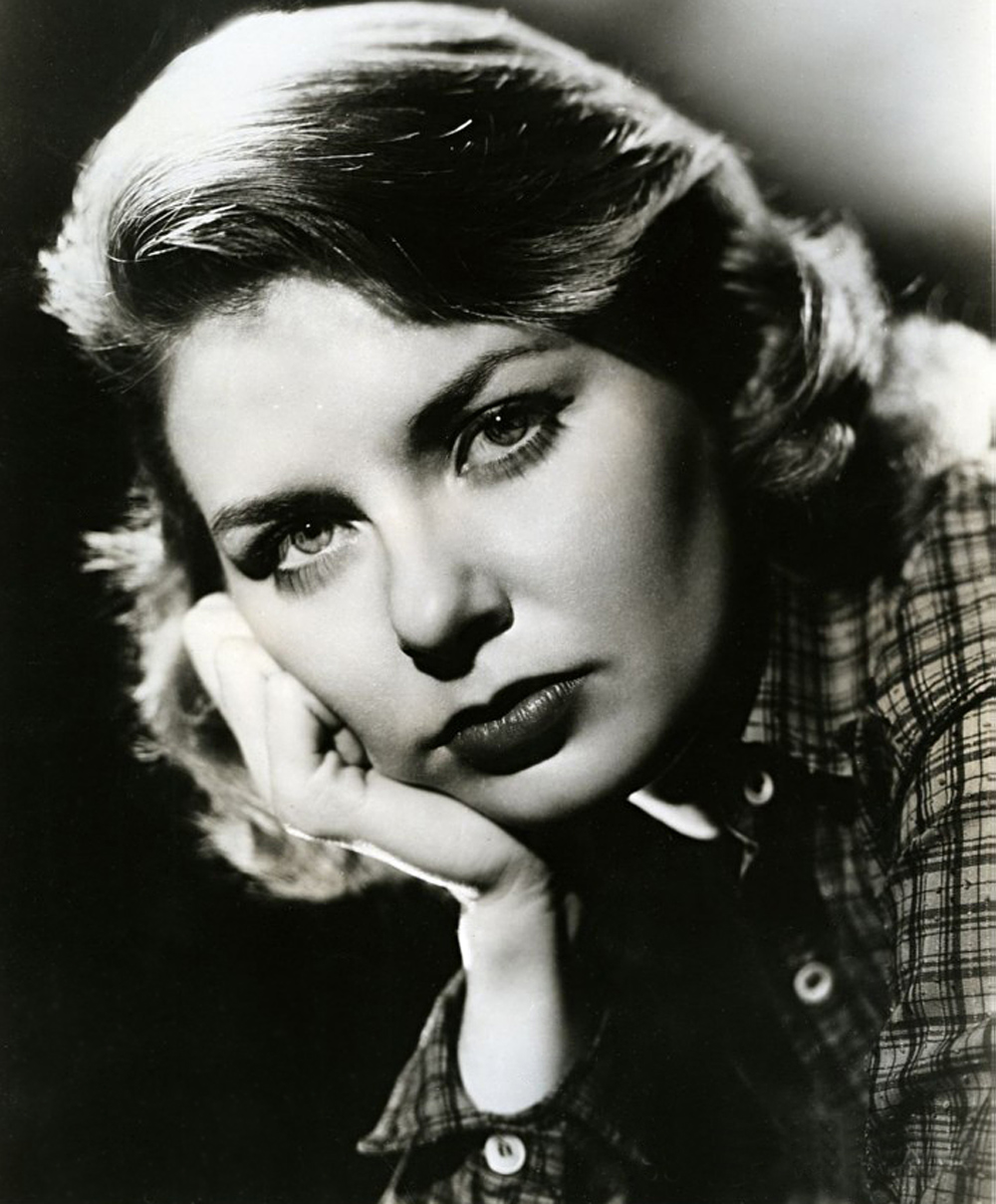
Joanne Woodward obtuvo el Óscar a la mejor actriz por Las tres caras de Eva.

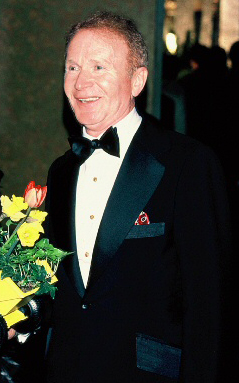
Red Buttons obtuvo el Óscar al mejor actor de reparto por Sayonara.

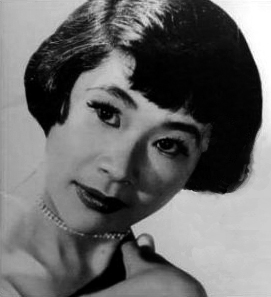
Miyoshi Umeki obtuvo el Óscar a la mejor actriz de reparto por Sayonara.

Indica el ganador dentro de cada categoría.
| Mejor película Presentado por: Gary Cooper The Bridge on the River Kwai (El puente sobre el río Kwai) — Sam Spiegel, productor - 12 Angry Men (Doce hombres sin piedad) — Henry Fonda y Reginald Rose, productores - Peyton Place (Vidas borrascosas) — Jerry Wald, productor - Sayonara — William Goetz, productor - Witness for the Prosecution (Testigo de cargo) — Arthur Hornblow Jr., productor | Mejor dirección Presentado por: Sophia Loren David Lean — The Bridge on the River Kwai (El puente sobre el río Kwai) - Joshua Logan — Sayonara - Sidney Lumet — 12 Angry Men (Doce hombres sin piedad) - Mark Robson — Peyton Place (Vidas borrascosas) - Billy Wilder — Witness for the Prosecution (Testigo de cargo) |
| Mejor actor Presentado por: Cary Grant Alec Guinness — The Bridge on the River Kwai (El puente sobre el río Kwai) - Marlon Brando — Sayonara - Anthony Franciosa — A Hatful of Rain (Un sombrero lleno de lluvia) - Anthony Quinn — Wild Is the Wind (Viento salvaje) - Charles Laughton — Witness for the Prosecution (Testigo de cargo) | Mejor actriz Presentado por: John Wayne Joanne Woodward — The Three Faces of Eve (Las tres caras de Eva) - Deborah Kerr — Heaven Knows, Mr. Allison (Sólo Dios lo sabe) - Anna Magnani — Wild Is the Wind (Viento salvaje) - Lana Turner — Peyton Place (Vidas borrascosas) - Elizabeth Taylor — Raintree County (El árbol de la vida) |
| Mejor actor de reparto Presentado por: Lana Turner Red Buttons — Sayonara - Russ Tamblyn — Peyton Place (Vidas borrascosas) - Arthur Kennedy — Peyton Place (Vidas borrascosas) - Sessue Hayakawa — The Bridge on the River Kwai (El puente sobre el río Kwai) - Vittorio De Sica — A Farewell to Arms (Adiós a las armas) | Mejor actriz de reparto Presentado por: Anthony Quinn Miyoshi Umeki — Sayonara - Carolyn Jones — The Bachelor Party (La noche de los maridos) - Elsa Lanchester — Witness for the Prosecution (Testigo de cargo) - Hope Lange — Peyton Place (Vidas borrascosas) - Diane Varsi — Peyton Place (Vidas borrascosas) |
| Mejor argumento y guion escritos directamente para la pantalla Presentado por: Doris Day y Clark Gable Designing Woman (Mi desconfiada esposa) — George Wells - Funny Face (Una cara con ángel) — Leonard Gershe - Man of a Thousand Faces (El hombre de las mil caras) — Ralph Wheelright, R. Wright Campbell, Ivan Goff y Ben Roberts - The Tin Star (Cazador de forajidos) — Barney Slater, Joel Kane y Dudley Nichols - I vitelloni (Los inútiles) — Federico Fellini, Ennio Flaiano y Tullio Pinelli                                  | Mejor guion basado en material de otro medio Presentado por: Doris Day y Clark Gable The Bridge on the River Kwai (El puente sobre el río Kwai) — Michael Wilson, Carl Foreman y Pierre Boulle - Sayonara — Paul Osborn - 12 Angry Men (Doce hombres sin piedad) — Reginald Rose - Heaven Knows, Mr. Allison (Sólo Dios lo sabe) — John Lee Mahin y John Huston - Peyton Place (Vidas borrascosas) — John Michael Hayes |
| Mejor cortometraje Presentado por: Rock Hudson y Jennifer Jones The Wetback Hound - Larry Lansburgh - A Chairy Tale - Norman McLaren - City of Gold - Tom Daly - Foothold on Antarctica - James Carr - Portugal - Ben Sharpsteen | Mejor cortometraje animado Presentado por: Rock Hudson y Jennifer Jones Birds Anonymous - Edward Selzer - One Droopy Knight - William Hanna y Joseph Barbera - Tabasco Road - Edward Selzer - Trees and Jamaica Daddy - Stephen Bosustow - The Truth About Mother Goose - Walt Disney |
| Mejor documental Presentado por: Ernest Borgnine y Cyd Charisse Albert Schweitzer - Jerome Hill - On the Bowery - Lionel Rogosin - Torero! - Manuel Barbachano Ponce | Mejor película de habla no inglesa Presentado por: Fred Astaire y Dana Wynter Le notti di Cabiria (Las noches de Cabiria), de Federico Fellini ( Italia) - Mother India (Madre India), de Mehboob Khan (India) - Nachts, wenn der Teufel kam (El diablo ataca de noche), de Robert Siodmak (Alemania) - Ni Liv (Nueve vidas), de Arne Skouen (Noruega) - Porte des Lilas (Puerta de las lilas), de René Clair (Francia) |
| Mejor música – orquestación Presentado por: Anita Ekberg y Vincent Price The Bridge on the River Kwai (El puente sobre el río Kwai) - Malcolm Arnold - Boy on a Dolphin (La sirena y el delfín) – Hugo Friedhofer - Raintree County (El árbol de la vida) – Johnny Green - Perri – Paul Smith - An Affair to Remember (Tú y yo) – Hugo Friedhofer | Mejor canción original Presentado por: Anita Ekberg y Vincent Price «All The Way» de The Joker Is Wild (La máscara del dolor) ; compuesta por James Van Heusen y Sammy Cahn - «An Affair to Remember» de An Affair to Remember (Tú y yo); compuesta por Harry Warren, Harold Adamson y Leo McCarey - «Tammy» de Tammy and the Bachelor (Tammy, la muchacha salvaje); compuesta por Ray Evans y Jay Livingston - «Wild is the Wind» de Wild Is the Wind (Viento salvaje); compuesta por Dimitri Tiomkin y Ned Washington - «April Love» de April Love; compuesta por Sammy Fain y Paul Francis Webster |
| Mejor fotografía Presentado por: Joan Collins The Bridge on the River Kwai (El puente sobre el río Kwai) — Jack Hildyard - Funny Face (Una cara con ángel) — Ray June - Sayonara — Ellsworth Fredericks - An Affair to Remember (Tú y yo) — Milton Krasner - Peyton Place (Vidas borrascosas) — William Mellor | Mejor dirección de arte Presentado por: Gregory Peck y Eva Marie Saint Sayonara — Ted Haworth y Robert Priestley - Raintree County (El árbol de la vida) — William Horning, Urie McCleary, Edwin B. Willis y Hugh Hunt - Pal Joey — Walter Holscher, William Kiernan y Louis Diage - Les girls — William Horning, Gene Allen, Edwin Willis y Richard Pefferle - Funny Face (Una cara con ángel) — Hal Pereira, George Davis, Sam Comer y Ray Moyer |
| Mejor diseño de vestuario Presentado por: Wendell Corey y Robert Ryan Les girls — Orry-Kelly - Funny Face (Una cara con ángel) — Hubert de Givenchy y Edith Head - An Affair to Remember (Tú y yo) — Charles LeMaire - Raintree County (El árbol de la vida) — Walter Plunkett - Pal Joey — Jean Louis | Mejor montaje Presentado por: Paul Newman y Joanne Woodward The Bridge on the River Kwai (El puente sobre el río Kwai) — Peter Taylor - Sayonara — Arthur Schmidt y Philiph Anderson - Witness for the Prosecution (Testigo de cargo) — Daniel Mandell - Gunfight at the OK Corral (Duelo de titanes) — Wallen Low - Pal Joey — Viola Lawrence y Jerome Thoms |
| Mejor sonido Presentado por: Van Johnson Sayonara — George Groves y el departamento de sonido de Warner Bros. - Witness for the Prosecution (Testigo de cargo) — Gordon Sawyer y el departamento de sonido de los estudios Samuel Goldwyn - Les girls — Wesley Miller y el departamento de sonido de los estudios Metro Goldwyn Mayer - Pal Joey — John Livadary y el departamento de sonido de los estudios Columbia - Gunfight at the OK Corral (Duelo de titanes) — George Dutton y el departamento de sonido de los estudios Paramount | Mejores efectos especiales Presentado por: June Allyson The Enemy Below (Duelo en el Atlántico) — Walter Rossi - The Spirit of St. Louis (El héroe solitario) — Louis Lichtenfield |

### Óscar honorífico
- Charles Brackett, por su gran servicio a la Academia.
- B.B. Kahane, por sus servicios a la industria del cine.
- Gilbert M. "Broncho Billy" Anderson, pionero del cine, por su contribución al cine.

### Premio Humanitario Jean Hersholt
- Samuel Goldwyn

## Premios y nominaciones múltiples
| Película                                                   | Nominaciones | Premios |
| ---------------------------------------------------------- | ------------ | ------- |
| The Bridge on the River Kwai (El puente sobre el río Kwai) | 8            | 7       |
| Sayonara                                                   | 10           | 4       |
| Les girls                                                  | 3            | 1       |
| The Enemy Below (Duelo en el Atlántico)                    | 1            | 1       |
| The Joker Is Wild (La máscara del dolor)                   | 1            | 1       |
| Designing Woman (Mi desconfiada esposa)                    | 1            | 1       |
| Le notti di Cabiria (Las noches de Cabiria)                | 1            | 1       |
| The Three Faces of Eve (Las tres caras de Eva)             | 1            | 1       |
| Peyton Place (Vidas borrascosas)                           | 9            | 0       |
| Witness for the Prosecution (Testigo de cargo)             | 6            | 0       |
| Pal Joey                                                   | 4            | 0       |
| An Affair to Remember (Tú y yo)                            | 4            | 0       |
| Raintree County (El árbol de la vida)                      | 4            | 0       |
| Funny Face (Una cara con ángel)                            | 4            | 0       |
| 12 Angry Men (Doce hombres sin piedad)                     | 3            | 0       |
| Wild Is the Wind (Viento salvaje)                          | 3            | 0       |
| Gunfight at the OK Corral (Duelo de titanes)               | 2            | 0       |
| Heaven Knows, Mr. Allison (Sólo Dios lo sabe)              | 2            | 0       |